# Алкас Мирза
Алка́с Мирза́, также известен как Альха́с Мирза́ и Алькаси́б Мирза́ (15 марта 1516, Карабах — 9 апреля 1550, Qahqaheh Castle, Ардебиль) — шехзаде из династии сефевидов, второй сын шаха Исмаила, брат шаха Тахмаспа I.

## Биография
Был вторым сыном шаха Исмаила. В юности успел отличиться в войнах с узбеками Шейбанидами, в 1532 году стал правителем Астрабада, был одним из командиров сефевидских войск в войнах с Османской империей.
Тахмасп I, взошедший на трон Сефевидского государства в 1524 году, в 1538 году командовал шахскими войсками, направленными в поход в Ширван; результатом похода стала ликвидация государства Ширваншахов и превращение Ширвана в эялет (область) Сефевидского государства; наместником эялета и был назначен Алкас Мирза.
О причинах бунта Алкас Мирзы нет единого мнения. По одним данным он попал под влияние местной ширванской знати, стремившейся возродить своё государство, по другим причиной стало его желание стать самостоятельным правителем. В 1547 году Алкас Мирза взбунтовался, решив отмежеваться от Сефевидов. Кызылбашским эмирам удалось пресечь назревавшую войну, помирив братьев. На Алкаса Мирзу была наложена повинность ежегодно выплачивать в шахскую казну тысячи золотых туманов и тысячу кавалеристов к шахскому двору. Но в том же году произошло осложнение отношений между племенами афшар и зулькадар, перешедшее в открытое противостояние. Шахскому правительству пришлось приложить немалые усилия для умиротворение ситуации. В неё также был вовлечён полководец и губернатор Кермана, Шахгулу султан Афшар. Шах Тахмасп вмешался лично и положил конец боевым действиям. Вожди племен (эмиры), включая Шахгулу, отправились в шахский дворец (довлатхану) и дали торжественное обещание никогда не воевать друг с другом до конца своих дней. Вожаки индивидуально или коллективно сделали подарок в тысячу туманов в шахскую казну. Воспользовавшись ситуацией, Алкас Мирза вновь взбунтовался. Он повелел чеканить монеты и читать хутбу в мечетях с поминовением своего имени, что являлось правом самостоятельных государей. Тахмасп направил войска против своего брата в Ширван; в двух битвах кызылбаши разбили войска Алкаса Мирзы, который ушел с ханом Сахиб Гиреем , через черкесов, в Крым, а оттуда в Стамбул ко двору османского султана Сулеймана.
Султан Сулейман счёл это удобным поводом для того, чтобы вторгнуться на территорию Сефевидского государства, поддержав Алкаса Мирзу. В 1548 году турецкие войска вновь направились в поход против Сефевидов. Туркам не удалось захватить Тебриз, поход продолжился вглубь Ирана, был временно захвачен Исфахан, но оставлен вследствие тяжёлых условий и успешных действий кызылбашей. Ожидаемая поддержка от Алкаса Мирзы также оказалась напрасной - выяснилось, что Алкас Мирза не пользуется никакой поддержкой. В последующие годы боевые действия происходили с переменным успехом, вторая кампания Сулеймана также оказалась безрезультатной. Кампания, целью которой было завоевание всего Сефевидского государства, завершилась лишь взятием небольшой крепости Ван. Вверенное Алкасу Мирзе османское войско было разбито в 1549 году сефевидским войском под командованием другого брата Алкаса Мирзы, Бахрама Мирзы, после чего схваченный Алкас Мирза был направлен в крепость Кахгахе вблизи города Калейбар в Иранском Азербайджане, где и был убит по приказу шаха.

## Киновоплощения
В турецком телесериале «Великолепный век» роль Алкаса Мирзы исполнил Памир Пекин.